# Cmentarz Katedralny w Łomży
Zespół cmentarny w Łomży
W 1801 r. poza ówczesnymi granicami Łomży został wytyczony teren przeznaczony dla nowego cmentarza rzymskokatolickiego. W latach trzydziestych XIX wieku dołączono obok wydzielony teren dla cmentarza ewangelickiego, a w początkach lat sześćdziesiątych także dla cmentarza prawosławnego. Granice rozdzielające te trzy nekropolie ulegały zmianom i w końcu uległy niemal całkowitemu zatarciu. Dziś te nekropolie tworzą tzw. zespół cmentarzy wyznaniowych i komunalnych. Zespół cmentarny jest jedną z najstarszych nekropolii w Polsce. Co roku poszczególne nagrobki są remontowane. Na XIX-wiecznym cmentarzu łomżyńskim znajduje się ponad 560 zabytkowych nagrobków zróżnicowanych pod względem stylowym, artystycznym i materiałowym. Zachowały się grobowce i nagrobki w stylu klasycystycznym, neoklasycystycznym, neogotyckim, eklektycznym, niektóre z elementami neorenesansowymi.
Łomżyńska nekropolia została wpisana do rejestru zabytków decyzją z dnia 26 listopada 1985 wydaną przez Wojewódzkiego Konserwatora Zabytków w Łomży, pod numerem rejestru 211.

## Obiekty zabytkowe na terenie cmentarza Katedralnego
Dom Grabarza – dom przedpogrzebowy z 1853 r. Zbudowany według projektu budowniczego powiatowego, Teodora Bogumiła Seyfrieda. Wpisany do rejestru zabytków pod numerem A-285 z 14 maja 1987.
Kaplica Śmiarowskich – kaplica grobowa rodziny Śmiarowskich. Wybudowana w 1838 r. przez Mateusza Śmiarowskiego, kaplica poświęcona jego zmarłej żonie Wincencie Ludwice i jej dzieciom. Rok później przekazana parafii i miastu jako kaplica cmentarna, w miejsce starej zniszczonej drewnianej kaplicy pw. Świętego Rocha. Wpisana do rejestru zabytków pod numerem A-282 z 19 marca 1987.
Dzwonnica – murowana dzwonnica wzniesiona w 1886 w pobliżu Kaplicy Śmiarowskich. Figuruje w rejestrze zabytków.
Kaplica ewangelicka – dawna kaplica ewangelicka zbudowana w 1844 r. Budynek murowany. Figuruje w rejestrze zabytków.
Kaplica prawosławna – kaplica pw. Grobu Pańskiego wybudowana w 1906 r., styl neoklasycystyczny. Wpisana do rejestru zabytków.
Ogrodzenie z bramami – w skład ogrodzenia wchodzą m.in. dwie trójdzielne bramy główne z 1879: neoromańska brama główna prowadząca do dawnego cmentarza ewangelickiego oraz neogotycka brama główna prowadząca na cmentarz rzymskokatolicki. Ogrodzenie cmentarza wraz z bramami figuruje w rejestrze zabytków.

## Znani i zasłużeni
Na cmentarzu spoczywają ludzie zasłużeni, m.in.
- Feliks Bernatowicz (1786-1836) – pisarz, autor powieści „Pojata, córka Lezdejki”;
- Jakub Waga (1800-1872) – przyrodnik i botanik, autor „Flory Polskiej”;
- Mikołaj Grekowski (1806-1885) – pierwszy tancerz i pedagog baletu Warszawskich Teatrów Rządowych i Teatru Wielkiego w Warszawie;
- Alfons Budziński (zm. 23 października 1885 w wieku 63 lat[4]) – lekarz weterynarii, archeolog i badacz Mazowsza;
- Klemens Szczawiński (zm. 1877) – pierwszy prezydent Łomży po uzyskaniu przez nią statusu stolicy guberni;
- Marian Śmiarowski (1842-1907) – adwokat przysięgły, założyciel wielu instytucji społecznych i dobroczynnych w Łomży;
- Jerzy Wit Majewski (1826-1909) – artysta, malarz, rzeźbiarz, działacz kulturalny;
- Leon Kaliwoda (1897-1918) – działacz POW, harcerz;
- Jerzy Sawa-Sawicki (1886-1922) – działacz socjalistyczny i niepodległościowy, żołnierz I Brygady Legionów Polskich, podpułkownik piechoty Wojska Polskiego;
- Bernard Dembek (1878-1937) – duchowny rzymskokatolicki, biskup pomocniczy łomżyński w latach 1930–1937;
- Czesław Rydzewski (1893-1951) – duchowny rzymskokatolicki, biskup pomocniczy łomżyński w latach 1947–1951;
- Aleksander Mościcki (1898-1980) – duchowny rzymskokatolicki, biskup pomocniczy łomżyński w latach 1952–1980;
- Ryszard Bender (1932-2016) – historyk, profesor nauk humanistycznych, wykładowca Katolickiego Uniwersytetu Lubelskiego, publicysta i polityk, poseł na Sejm PRL VII i IX kadencji, senator II, VI i VII kadencji[5];
- Antoni Tomkiewicz (1944-2022) – polski duchowny rzymskokatolicki, nauczyciel akademicki, wykładowca na Katolickim Uniwersytecie Lubelskim, współzałożyciel Międzynarodowego Towarzystwa Familiologicznego, współzałożyciel Międzynarodowego Towarzystwa Analizy Transakcyjnej.

Poza nielicznymi wyjątkami nie chowa się już na nim zmarłych. Obecnie w Łomży dokonuje się pochówku na nowym cmentarzu położonym w południowej części miasta przy ulicy Przykoszarowej.